# Alpiarça

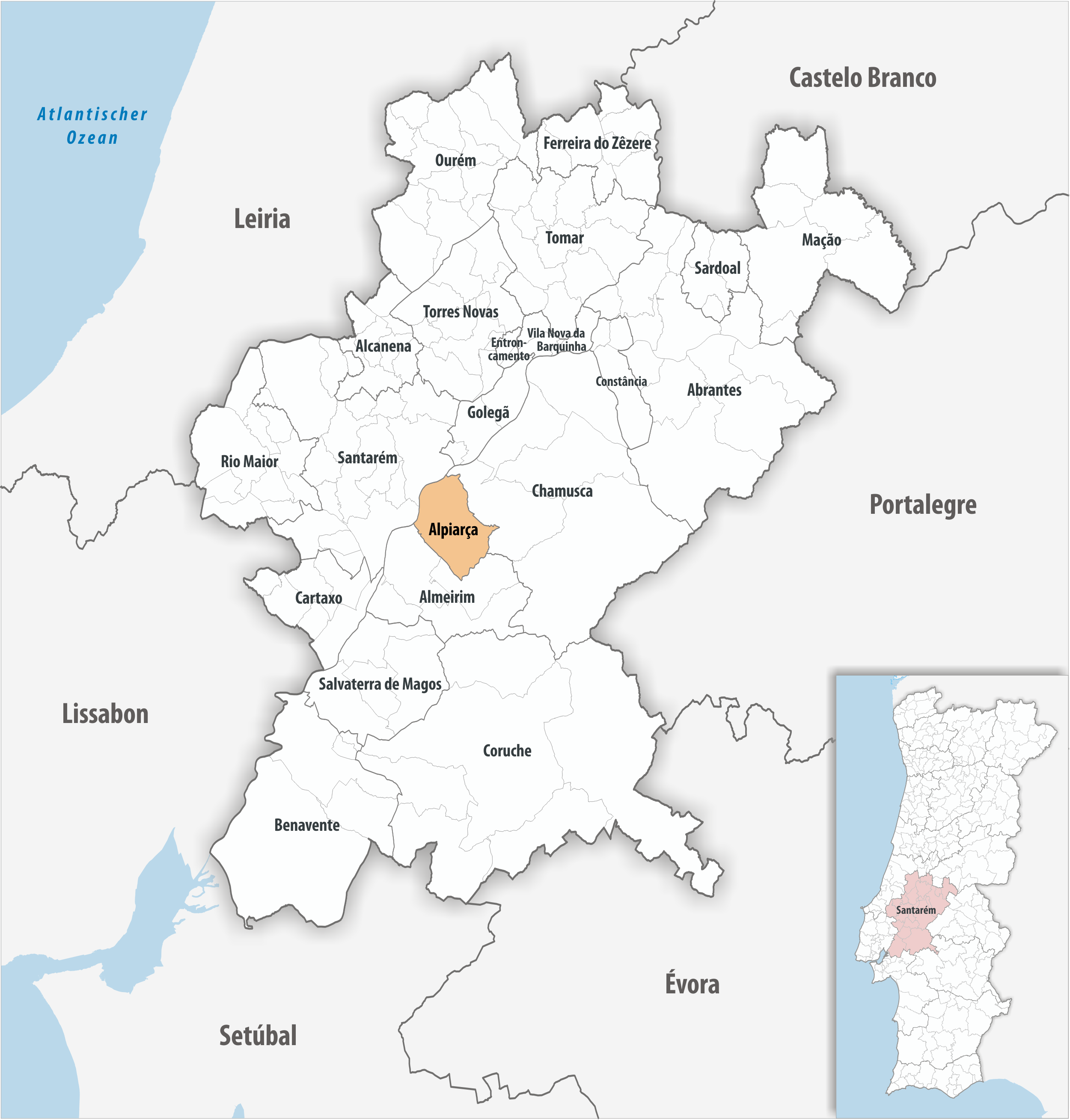
Kreis Alpiarça

Alpiarça ist eine  Kleinstadt (Vila) innerhalb der Region Ribatejo in  Portugal.

## Geschichte

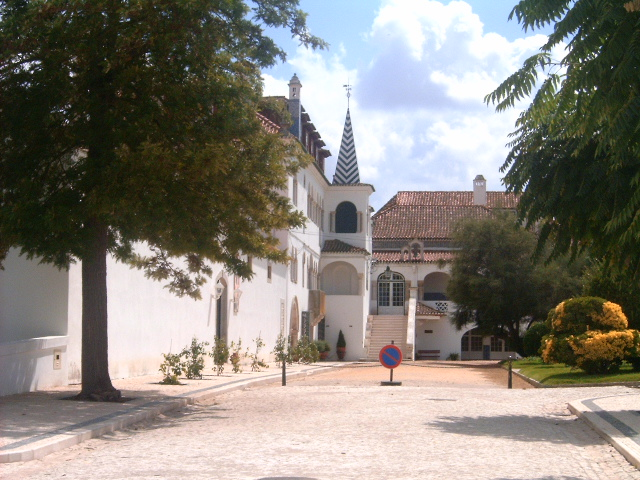
Das Herrenhaus Casa dos Patudos
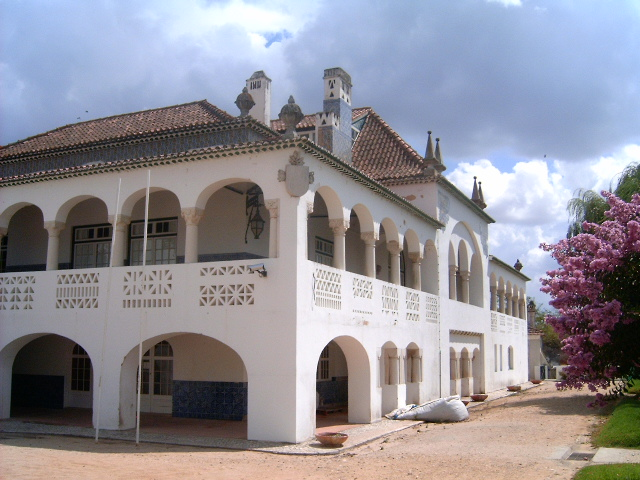
Museum Casa dos Patudos

Auf Grund seiner günstigen Lage am linken Tejo-Ufer wurde das Gebiet bereits früh besiedelt. Die frühesten Spuren menschlicher Anwesenheit stammen aus der Altsteinzeit und reichen bis in die römische Herrschaftsepoche. Aus seiner Zeit als kleine Siedlung der römischen Provinz Lusitania stammen in Alpiarça u. a. Funde von Münzen und Keramik. Die hier passierende Römerstraße verband Olisipo (heute Lissabon) und Emerita Augusta (heute Mérida), einige römische Meilensteine sind erhalten geblieben.
Die heutige Ortschaft entstand vermutlich im Verlauf der Siedlungspolitik nach der christlichen Reconquista. Erstmals offiziell erwähnt wurde der Ort 1295 unter dem Namen Alpearça, der auch in den königlichen Erhebungen unter D. Dinis und in einem Pachtvertrag von 1311 auftaucht. In späteren Dokumenten wird der Getreideanbau und der Fischreichtum des nahen Flusses Alpiarça (auch Vala Real) im Zusammenhang mit dem Kreis Reguengos de Alpiarça genannt, eine Windmühle markierte dessen Grenze zum Gebiet von Santarém, zu dessen Gerichtsbarkeit Alpiarça gehörte. Später wurde Alpiarça dem Kreis Santarém angegliedert.
Anfang des 19. Jahrhunderts zerstörten Hochwasser den Getreideanbau und verursachten Not unter den hiesigen Bauern. Königin D. Maria I. wandte ihre Aufmerksamkeit danach der Region zu und förderte verstärkt die lokale Landwirtschaft.
Im Verlauf der Verwaltungsreformen nach der Liberalen Revolution 1822 wurde Alpiarça 1836 aus dem Kreis Santarém ausgegliedert und Almeirim angeschlossen. 1846 unterstand der Ort Manuel da Silva Passos und war am Aufstand beteiligt, der unter dem Namen Aufstand von Maria da Fonte (Revolta da Maria da Fonte) bekannt wurde. Im weiteren Verlauf des 19. Jahrhunderts wurde es dann als ein Ort zahlreicher Raube und Unruhen bekannt, und die Bewohner gerieten eine Zeit lang als "Volk schlechten Charakters" („Alpiarça… gente de má raça“) in Verruf.
Am 17. Februar 1906 wurde Alpiarça zur Kleinstadt (Vila) erhoben. Der Ort war als pro-republikanisch bekannt, und seine Bevölkerung feierte entsprechend die Ausrufung der Portugiesischen Republik am 5. Oktober 1910. 1914 wurde Alpiarça Sitz eines eigenständigen Kreises, der bis heute nur aus seiner gleichnamigen Gemeinde besteht.

## Verwaltung

### Der Kreis
Alpiarça ist Verwaltungssitz eines gleichnamigen Kreises (Concelho) im Distrikt Santarém. Am 19. April 2021 hatte der Kreis 6975 Einwohner auf einer Fläche von 95,4 km².
Die Nachbarkreise sind (im Uhrzeigersinn im Norden beginnend): Chamusca, Almeirim sowie  Santarém.
Einzige Gemeinde (Freguesia) des Kreises ist Alpiarça.

### Bevölkerungsentwicklung
| Bevölkerungsentwicklung von Alpiarça (1920–2011) | Bevölkerungsentwicklung von Alpiarça (1920–2011) | Bevölkerungsentwicklung von Alpiarça (1920–2011) | Bevölkerungsentwicklung von Alpiarça (1920–2011) | Bevölkerungsentwicklung von Alpiarça (1920–2011) | Bevölkerungsentwicklung von Alpiarça (1920–2011) | Bevölkerungsentwicklung von Alpiarça (1920–2011) | Bevölkerungsentwicklung von Alpiarça (1920–2011) | Bevölkerungsentwicklung von Alpiarça (1920–2011) |
| ------------------------------------------------ | ------------------------------------------------ | ------------------------------------------------ | ------------------------------------------------ | ------------------------------------------------ | ------------------------------------------------ | ------------------------------------------------ | ------------------------------------------------ | ------------------------------------------------ |
| Jahr                                             | 1920                                             | 1930                                             | 1960                                             | 1981                                             | 1991                                             | 2001                                             | 2004                                             | 2011                                             |
| Einwohner                                        | 8591                                             | 7550                                             | 7856                                             | 8120                                             | 7711                                             | 8024                                             | 8198                                             | 7709                                             |

### Kommunaler Feiertag
- 2. April

### Städtepartnerschaften
Alpiarça ist partnerschaftlich verbunden mit
- Wysokie Mazowieckie, Polen
- Champigny-sur-Marne, Frankreich

## Sehenswürdigkeiten
- Die Casa dos Patudos wurde von 1905 bis 1909 durch den Architekten Raul Lino für den portugiesischen Politiker José Carlos de Mascarenhas Relvas erbaut. Heute ist dort ein Museum untergebracht.

## Persönlichkeiten
- José Carlos de Mascarenhas Relvas (1858–1929), Politiker, vom 27. Januar bis zum 30. März 1919 Ministerpräsident Portugals, ist in Alpiarça gestorben.
- Abel Fontoura da Costa (1869–1940), Militär und Politiker, republikanischer Marineminister und später Landwirtschaftsminister, wurde hier geboren.

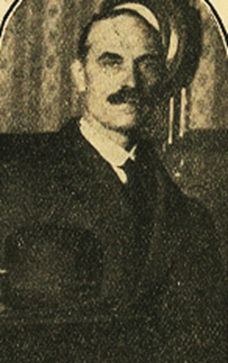
Abel Fontoura da Costa